# Rijksbeschermd gezicht Havengebied Spakenburg
Gezicht Havengebied Spakenburg is een van rijkswege beschermd dorpsgezicht in Spakenburg in de Nederlandse provincie Utrecht. De procedure voor aanwijzing werd gestart op 21 april 2005. Het gebied werd op 18 februari 2011 definitief aangewezen. Het beschermd gezicht beslaat een oppervlakte van 8,2 hectare.
Panden die binnen een beschermd gezicht vallen krijgen niet automatisch de status van beschermd monument. Wel zal de gemeente het bestemmingsplan aanpassen om nieuwe ontwikkelingen in het gebied te reguleren. De gezichtsbescherming richt zich op de stedenbouwkundige en cultuurhistorische waardering van een gebied en wil het toekomstig functioneren daarvan veiligstellen.